# كورت مالوري
كورت مالوري (بالإنجليزية: Curt Mallory)‏ هو مدير فني أمريكي، ولد في 9 مايو 1969.